# Cyathea dealbata
Cyathea dealbata (tzw. srebrna paproć; ponga w języku maori) – gatunek paproci drzewiastej z rzędu olbrzymkowców, rosnący na Nowej Zelandii. Charakteryzuje się biało-srebrnym spodem liści. Dorasta do 10 m wysokości.
Jest nieoficjalnym symbolem Nowej Zelandii i Nowozelandczyków, występuje m.in. w herbie państwa, a także w logo Nowozelandzkiego Komitetu Olimpijskiego, a także reprezentacji w piłce nożnej i rugby union. Wiele spośród propozycji nowej flagi państwowej również zawiera wizerunek srebrnej paproci.